# Saint-Martin-de-Londres
Saint-Martin-de-Londres è un comune francese di 2 303 abitanti situato nel dipartimento dell'Hérault nella regione dell'Occitania.

## Società

### Evoluzione demografica
Abitanti censiti